# Jure Bogdan
Jure Bogdan (ur. 9 listopada 1955 w Donjim Dolacu) – chorwacki duchowny katolicki, biskup polowy Republiki Chorwackiej od 2015.

## Życiorys

### Prezbiterat
Święcenia kapłańskie otrzymał 22 czerwca 1980 i został inkardynowany do archidiecezji splicko-makarskiej. Po święceniach pracował jako wikariusz parafialny i jako ojciec duchowny niższego seminarium. Od 1992 przebywał w Rzymie jako student Papieskiego Uniwersytetu Laterańskiego. W 1996 mianowany rektorem rzymskiego Papieskiego Kolegium Chorwackiego.

### Episkopat
30 listopada 2015 został mianowany biskupem polowym Republiki Chorwackiej. Sakry udzielił mu 27 lutego 2016 arcybiskup Marin Barišić.